# 앤솔러지 코믹
앤솔러지 코믹(Anthology comic) 또는 코믹 앤솔로지, 줄여서 앤솔로지는 앤솔러지 중 만화 작품만을 묶은 것을 말한다.
주로 2차 창작물 등 동인계 쪽이 많으며, 만화, 게임, 애니메이션 중 한 가지를 주제로 잡고 그에 대한 작품을 여러 작가들이 그려서 모아놓은 형태다.